# Spoorlijn Saint-Benoît - Le Blanc
De spoorlijn Saint-Benoît - Le Blanc is een gedeeltelijk opgebroken Franse spoorlijn van Saint-Benoît naar Le Blanc. De lijn was oorspronkelijk 66,4 km lang en heeft als lijnnummer 601 000.

## Geschiedenis
De lijn werd in gedeeltes geopend door de Compagnie du chemin de fer de Paris à Orléans. Van Saint-Benoît naar Mignaloux-Nouaillé op 23 december 1867, van Mignaloux-Nouaillé naar Chauvigny op 18 juni 1883, van Chauvigny naar Saint-Savin op 28 september 1885 en van Saint-Savin naar Le Blanc op 7 november 1887.
Het personenvervoer tussen Mignaloux - Nouaillé en Le Blanc werd opgeheven op 27 mei 1940. Goederenvervoer tussen Saint-Savin en Saint-Aigny-Le Blanc werd opgeheven in 1973, tussen Chauvigny en Saint-Savin op 24 september 1989, tussen Jardres en Chauvigny in 1990 en tussen Saint-Aigny-Le Blanc en Le Blanc in 1994.

## Treindiensten
De SNCF verzorgt het personenvervoer op dit traject met TER treinen.
| Serie | Treinsoort | Route                          | Bijzonderheden |
| ----- | ---------- | ------------------------------ | -------------- |
| L 24  | TER (SNCF) | Poitiers – Limoges-Bénédictins |                |

## Aansluitingen
In de volgende plaatsen is of was er een aansluiting op de volgende spoorlijnen:
Saint-Benoît
RFN 538 000, spoorlijn tussen Saint-Benoît en La Rochelle-Ville
RFN 570 000, spoorlijn tussen Paris-Austerlitz en Bordeaux-Saint-Jean
Mignaloux - Nouaillé
RFN 604 000, spoorlijn tussen Mignaloux-Nouaillé en Bersac
Saint-Aigny - Le Blanc
RFN 603 000, spoorlijn tussen Montmorillon en Saint-Aigny-Le Blanc
Le Blanc
RFN 598 000, spoorlijn tussen Port-de-Piles en Argenton-sur-Creuse

## Galerij

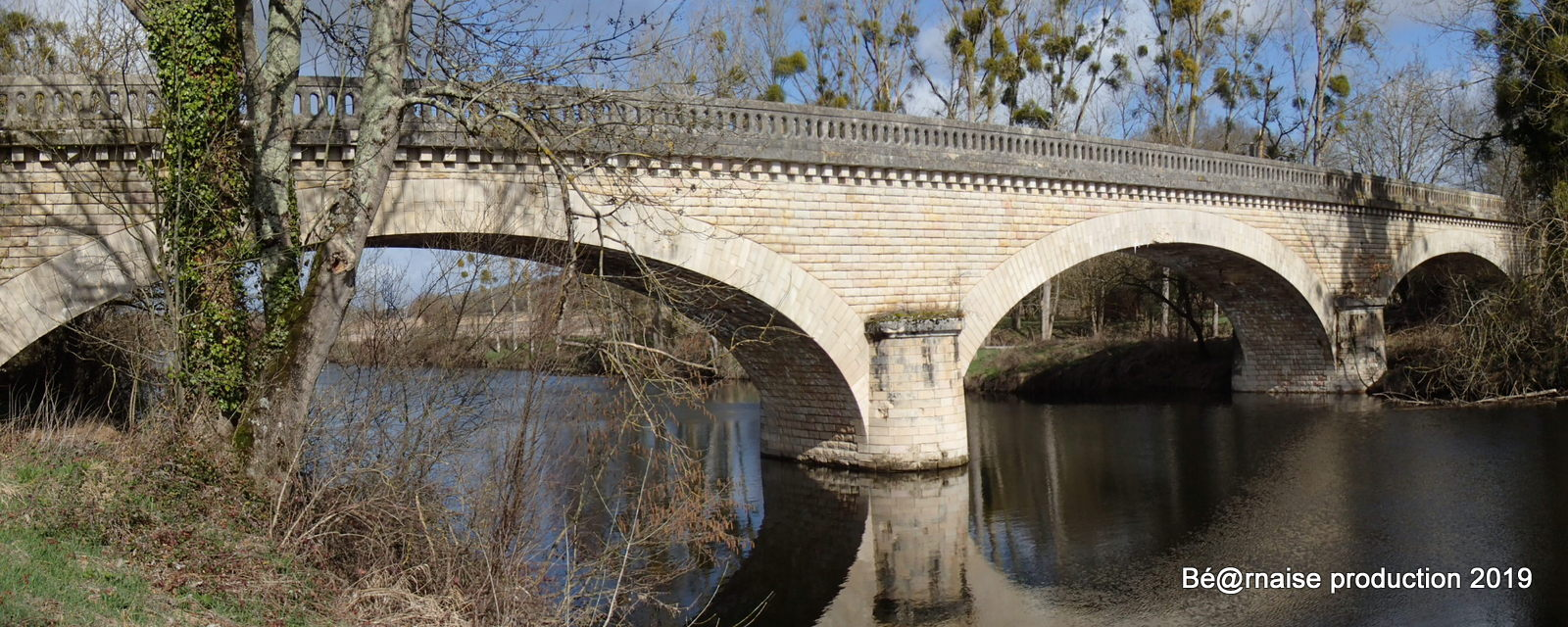
Brug over de Gartempe.
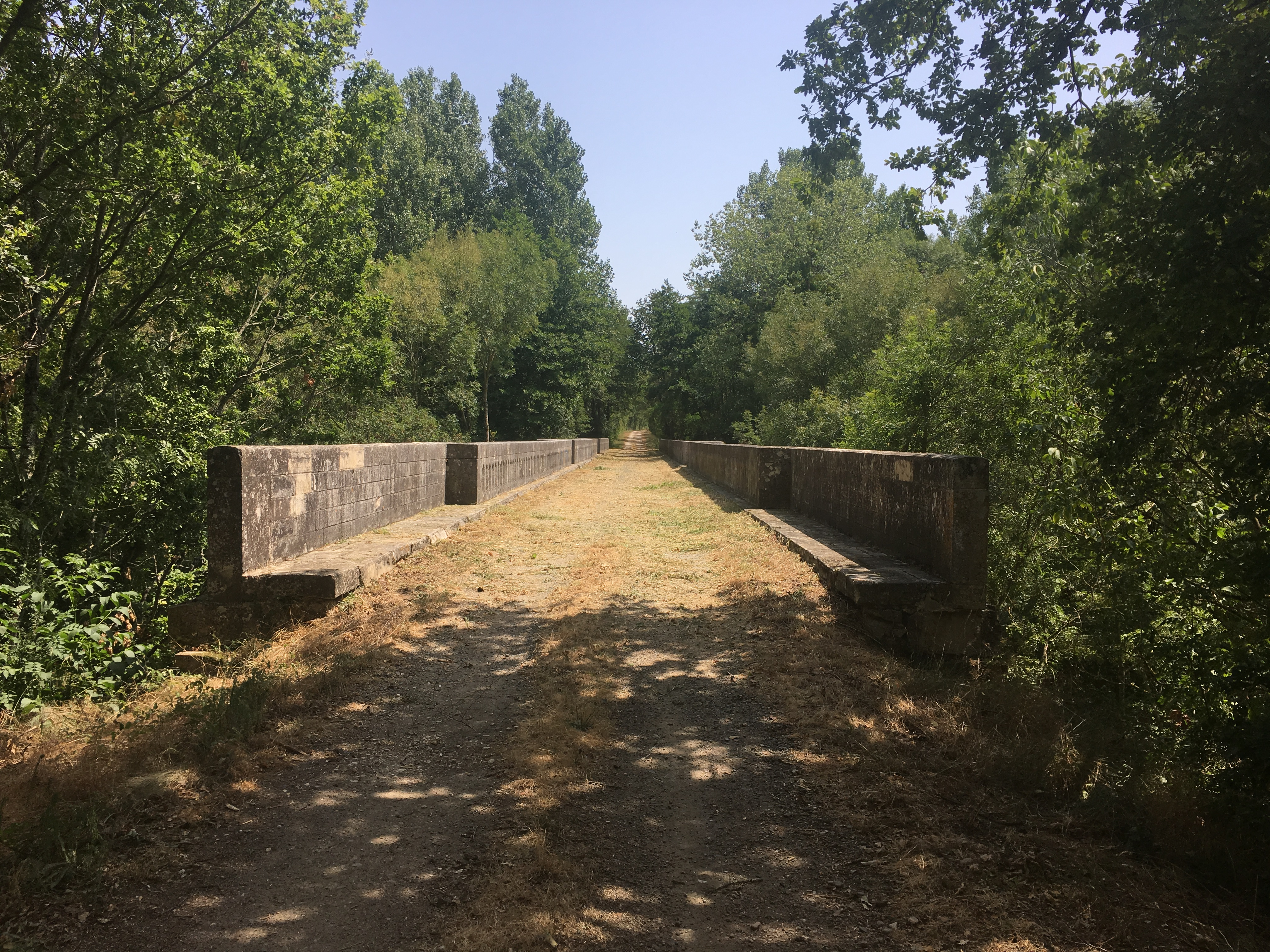
Brug over de Anglin.